# Hexodon reticulatum
Hexodon reticulatum är en skalbaggsart som beskrevs av Olivier 1789. Hexodon reticulatum ingår i släktet Hexodon och familjen Dynastidae. Inga underarter finns listade i Catalogue of Life.